# 林少南
林少南（1924年—2000年），女，湖北新洲人，中华人民共和国政治人物，曾任湖北省人大常委会副主任，湖北省政协副主席，第六届全国人大代表。

1940年4月参加革命，1940年5月加入中国共产党。任黄冈县区妇救会主任。历任干事，中原军区第四军分区政治部指导员，县委委员，兼任汪家集区委书记。抗战胜利后，到武汉华清街隐蔽。1945年11月中旬怀孕8个月的林少南与其母亲一起被国民党逮捕，后经王震和党组织营救出狱。
中华人民共和国成立后，历任科长、湖北省供销合作社处长、经理，湖北省商业厅副厅长、厅长，湖北省副省长兼财政厅长，省委委员，湖北省第六届人大常委会副主任，湖北省第六届政协副主席。第六届全国人大代表。1993年离休。

## 家庭
丈夫张体学。1942年12月结婚。